# Bachir Boumaaza
Bachir Boumaaza (né le 9 juin 1980), plus connu sous le pseudonyme en ligne Athene, est un youtubeur belge néerlandophone, également connu pour sa participation à des œuvres caritatives,.
Athene détient plusieurs records de jeux vidéo dont World of Warcraft et Starcraft 2.[réf. nécessaire]
En mai 2014, la chaîne YouTube de Boumaaza, AtheneWins, compte plus de 720 000 abonnés et plus de  430 841 675 vues.
Boumaaza a été présenté sur The Wall Street Journal, CNN, Fox News, CNBC  et Bloomberg TV.
Athene, membre de diverses association caritatives, a atteint son objectif annuel grâce à sa plateforme en ligne « Gaming for Good ». Il a collecté au cours de l'année 2013 plus de 10 millions de dollars pour l'association « Save the Children »,.
Il est également le fondateur d'une secte appelée neuro-spinozisme, qui se présente également sous la forme de l'association The Singularity Group, qui a été accusée par d'anciens membres d'abus émotionnel et de manipulation.